# اتحادیه بنش‌داها
اتحادیه بنش‌داها (به لاتین: Banshdaha Union) یک منطقهٔ مسکونی در بنگلادش است که در Satkhira Sadar Upazila واقع شده‌است.